# Birdsend Bluff
Das Birdsend Bluff ist ein Felsenkliff an der Danco-Küste des Grahamlands auf der Antarktischen Halbinsel. Auf der Arctowski-Halbinsel ragt es an der Südseite der Mündung des Wheatstone-Gletschers in den Errera-Kanal.
Teilnehmer der Belgica-Expedition (1897–1899) unter der Leitung des belgischen Polarforschers Adrien de Gerlache de Gomery nahmen eine erste grobe Kartierung vor. Seinen Namen erhielt das Kliff durch Geodäten des Falkland Islands Dependencies Survey. Namensgebend war ein Ereignis, bei dem an diesem Kliff im Mai 1956 ein Vogel durch Steinschlag zu Tode kam.